# METRORail
METRORail – system lekkiej kolei (light rail) w mieście Houston w stanie Teksas w Stanach Zjednoczonych.
System posiada 12,1 km długości i 16 stacji na swojej trasie, jest on obsługiwany przez Metropolitan Transit Authority of Harris County. Obecnie kursuje jedna linia METRORail, jednakże w perspektywie do 2014 planowana jest znaczna rozbudowa systemu o kolejne trzy linie. Wszystkie pojazdy są niskopodłogowe a perony stacji są przystosowane dla osób niepełnosprawnych. Wszystkie komunikaty audio wizualne wewnątrz pojazdu wygłaszane są w języku angielskim i hiszpańskim, ponadto wszystkie informacje dotyczące całej sieci METRORail również opisane są w tych dwóch językach.